# Bolsjoj
Bolsjoj (russisk: Большой) er en russisk spillefilm fra 2017 af Valerij Todorovskij.

## Medvirkende
- Margarita Simonova som Julija Olsjanskaja
- Jekaterina Samuilina
- Anna Isajeva som Karina Kurnikova
- Anastasija Plotnikova
- Anastasija Prokofjeva som Tatjana 'Tanja' Jefremova